# Susilo Bambang Yudhoyono
Susilo Bambang Yudhoyono (Pacitan, 9 settembre 1949) è un politico e generale indonesiano, Presidente dell'Indonesia dall'ottobre 2004 all'ottobre 2014.